# スプートニク駅
スプートニク駅 (スプートニクえき、ロシア語:Станция Спутник) は、ロシア沿海地方ウラジオストクソヴェツキー地区にある、ロシア鉄道の駅。シベリア鉄道上の駅で、エレクトリーチカ（近郊列車）のみ停車する。

## 歴史
- 年不明 - 開業。
- 1962年 - 電化[1]。

## 駅構造
築堤上に相対式ホーム2面2線を有する高架駅。駅の出入口はホームのウスリースク方にある。無人駅で駅舎は設けられていない。

### のりば
| ホーム | 列車             | 行先                                                       | 備考 |
| ------ | ---------------- | ---------------------------------------------------------- | ---- |
| 1      | エレクトリーチカ | ウスリースク・スパッスク＝ダリニー・チハオケアンスカヤ方面 |      |
| 2      | エレクトリーチカ | ウラジオストク方面                                         |      |

## 駅周辺
- ロシア連邦道路A370
- コンサート&スポーツ複合施設（Многофункциональный концертно-спортивный комплекс ВМТП - Арена）

## 隣の駅
ロシア鉄道
シベリア鉄道
エレクトリーチカ（各駅停車）
サドゴロド駅 - スプートニク駅 - オケアンスカヤ駅